# Provincia Litorale
La Provincia Litorale è una delle otto province della Guinea Equatoriale, di 367.348 abitanti, che ha come capoluogo Bata.
Si trova nella parte continentale del paese, ed è la provincia costiera, a ovest del Río Muni, ma comprende anche le isole della Baia di Corisco. È limita a nord dalla provincia camerunese del Sud, nella parte orientale del Golfo di Guinea, a est dalla Provincia Centro Sud e a sud dalla provincia gabonese dell'Estuario. È la più popolosa delle 7 province della Guinea Equatoriale. Si estende attraverso la costa atlantica della regione continentale, da dove prende il nome. La sua capitale è la città di Bata.

## Geografia fisica
La provincia si trova tra 1°30' N e 9°50' E.

## Municipi
Bata
Mbini
Cogo
Machinda
Bitika
Corisco
Río Campo

## Temperature
La temperatura media annuale è di circa 25 gradi centigradi e il clima della regione ha 2 2 stagioni secche: la prima tra dicembre e metà febbraio e la seconda, e soprattutto, da luglio a settembre. Inoltre possiamo trovare due stagioni di pioggia: una tra marzo e giugno e un'altra da settembre a novembre.

### Evoluzione demografica
La popolazione nel 2001, era di 298.414 abitanti, secondo la Direzione Generale di Statistica della Guinea Equatoriale.

## Geografia antropica

### Suddivisioni amministrative
La provincia è costituita dai seguenti comuni e distretti.

#### Comuni
- Bata
- Mbini
- Kogo
- Machinda, appartenente al distretto di Bata
- Bitika, appartenente ad distretti di Mbini
- Corisco, appartenente al distretto di Kogo (Municipio insulare nella Baia di Corisco)
- Río Campo, appartenente al distretto di Bata

#### Distretti
- Bata (con 84 Consigli di Villaggio)
- Mbini (con 36 Consigli di Villaggio) (con 14.034 abitanti (1994), dei quali 2.430 vivono nella zona urbana e 11.604 nella zona rurale)
- Kogo (con 43 Consigli di Villaggio ) (con 14.067 abitanti (1994), dei quali 1.309 vivono nella zona urbana e 13.298 nella zona rurale)